# Waardgracht
De Waardgracht is een gracht in de Zuid-Hollandse stad Leiden. De gracht ligt tussen de Zuidsingel in het noorden en de Nieuwe Rijn in het zuiden. De gracht is genoemd naar het Waardeiland, waar de gracht op ligt. Er zijn vier bruggen over de Waardgracht.
De Waardgracht maakt deel uit van de stadsuitbreiding van Leiden van 1658. Dit gebied kende de hoogste bevolkingsdichtheid van Leiden en de bebouwing bestond voornamelijk uit kleine woningen. In de jaren zeventig en tachtig van de 20e eeuw werden in het kader van de stadsvernieuwing de meeste panden langs de gracht afgebroken om plaats te maken voor nieuwbouwwoningen. In 2008 werd een grote renovatie in de wijk afgerond. Deze grootschalige renovatie was het resultaat van een langdurig proces dat eind jaren negentig startte en dat aanvankelijk uitging van sloop.
Parallel aan de Waardgracht loopt in het westen de Oranjegracht en in het oosten de gedeeltelijk gedempte binnenvestgracht. Het zuidelijk gedeelte van de gracht richting de Nieuwe Rijn is gedempt en ligt onder een bejaardenhuis.

## Bruggen
Er zijn tegenwoordig vier bruggen over de Waardgracht, alle gebouwd in de jaren 80. De eerste bruggen over de gracht werden halverwege de 17e eeuw aangelegd. De bruggen van noord naar zuid zijn:
- Vierde Waardbrug (Zuidsingel)
- Poppebrug (voetgangersbrug)
- Derde Waardbrug (Oosterkerkstraat)
- Tweede Waardbrug (Groenesteeg)

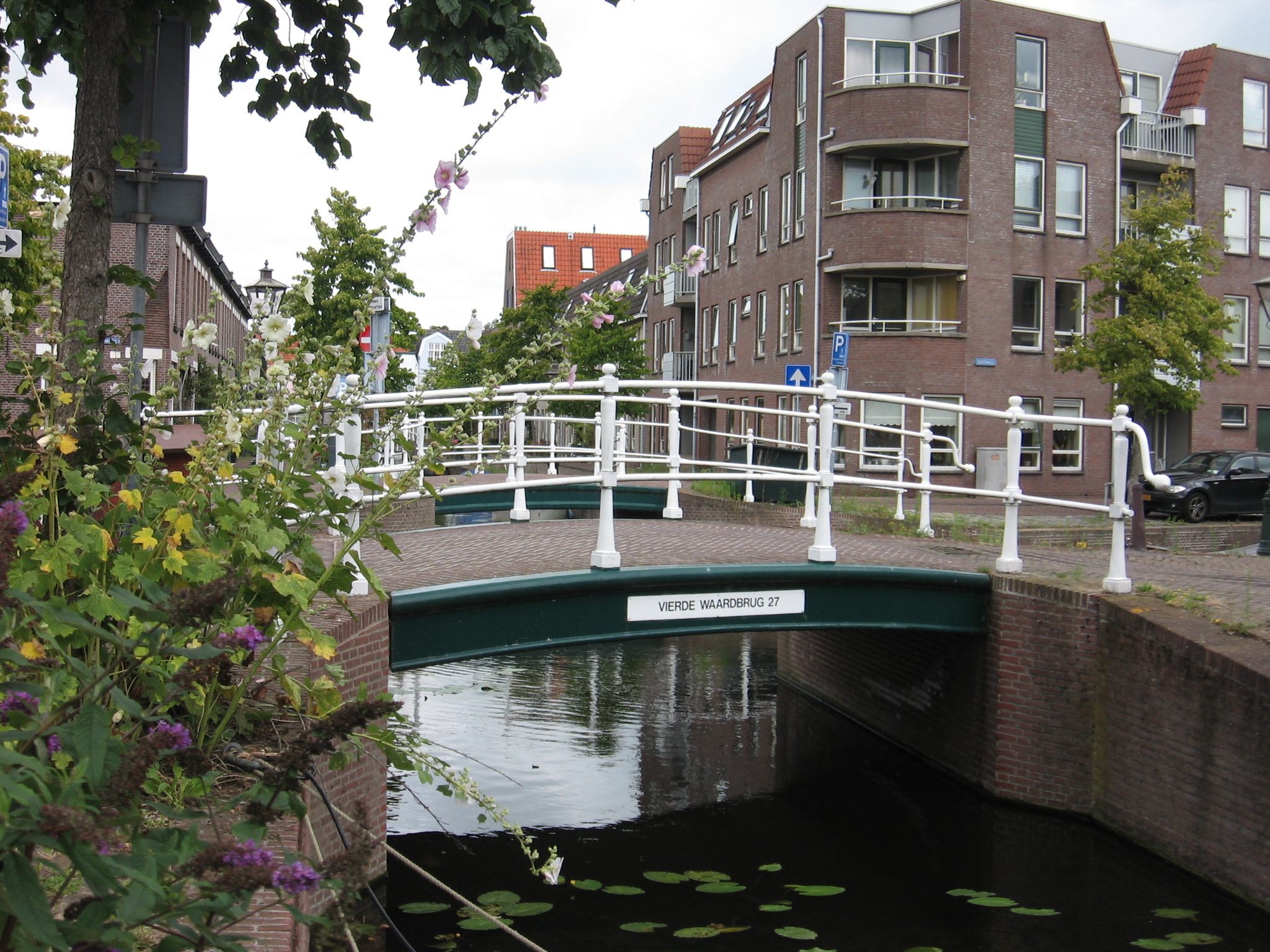
Vierde Waardbrug
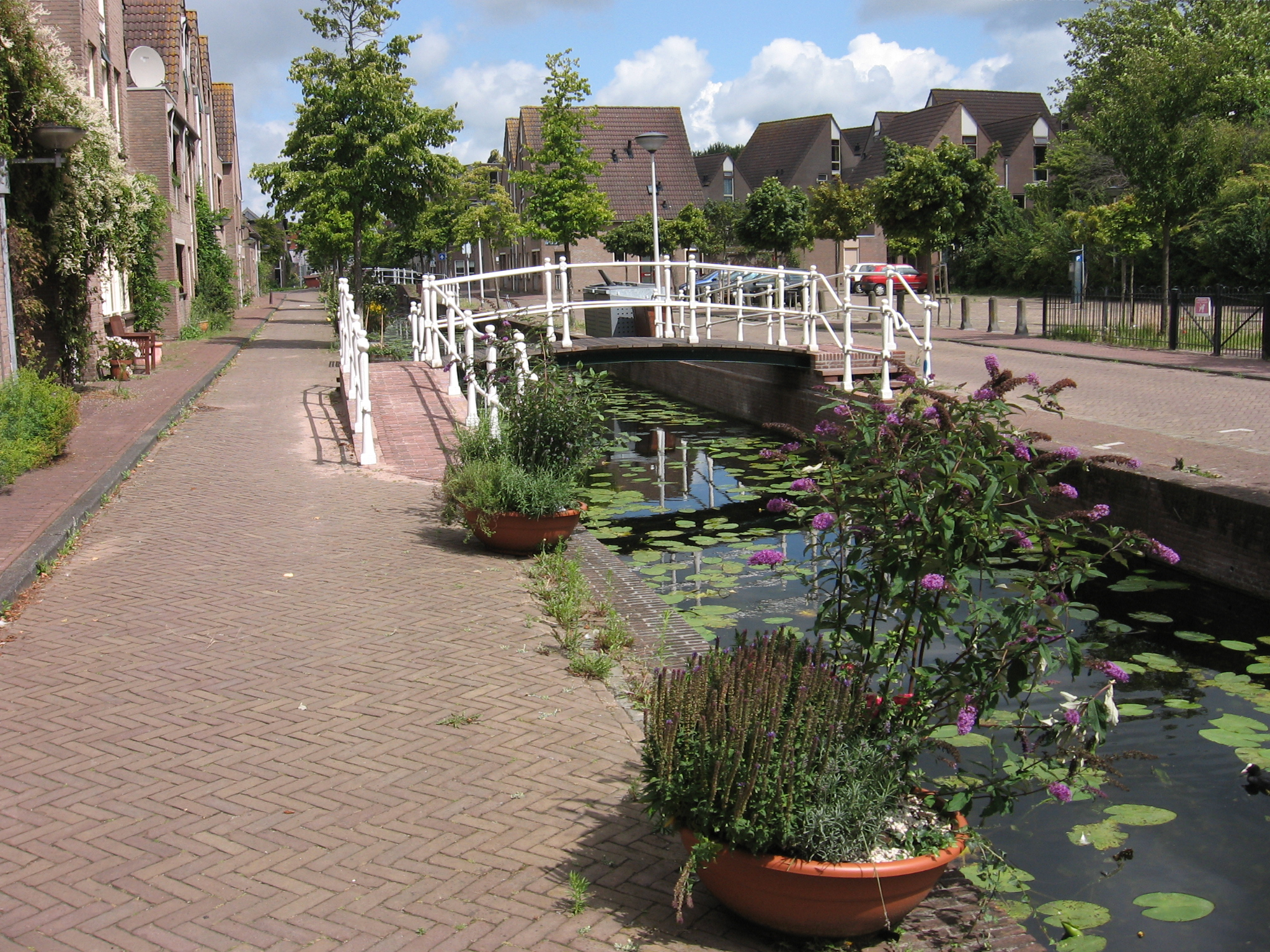
Poppebrug
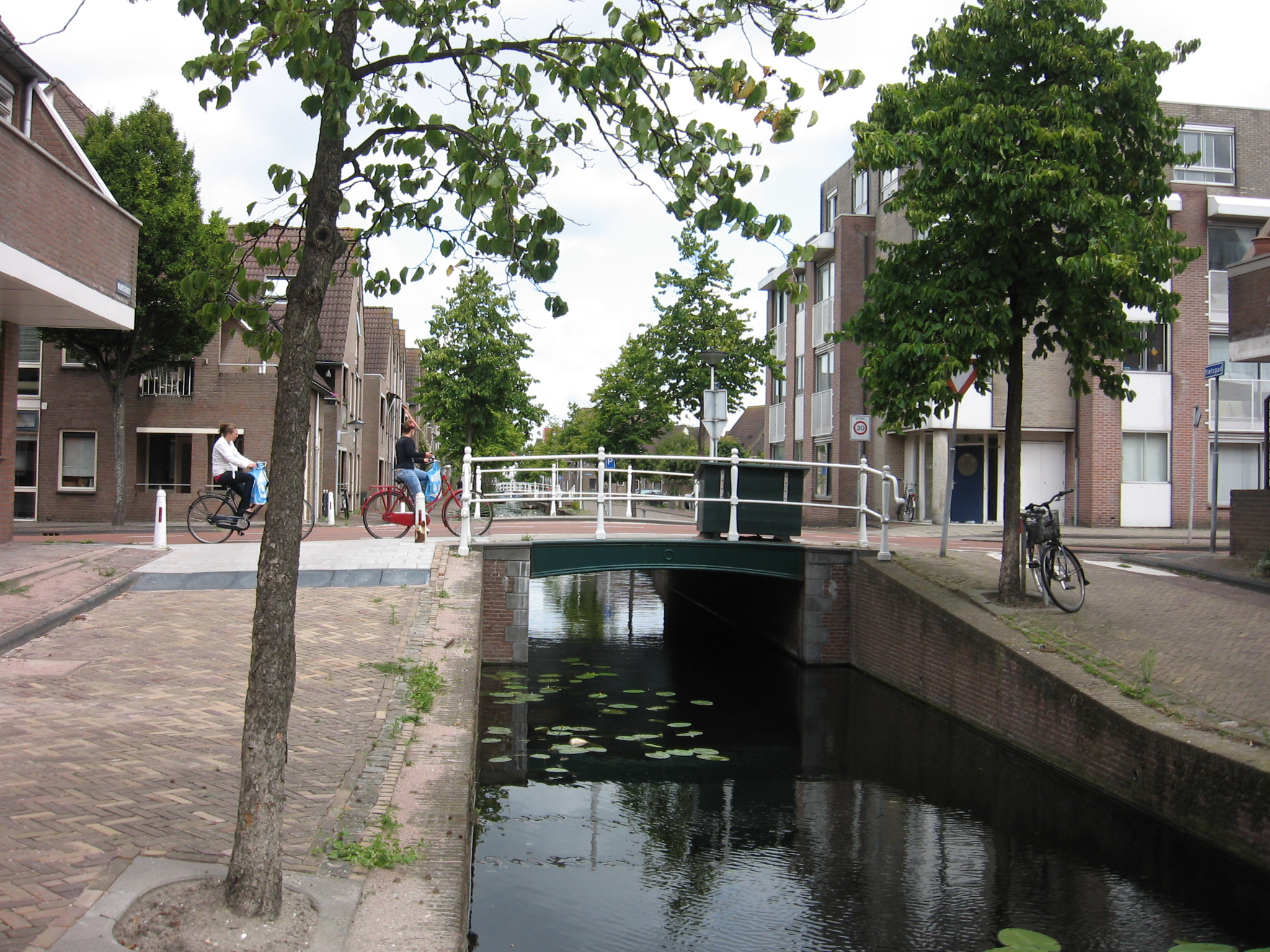
Derde Waardbrug
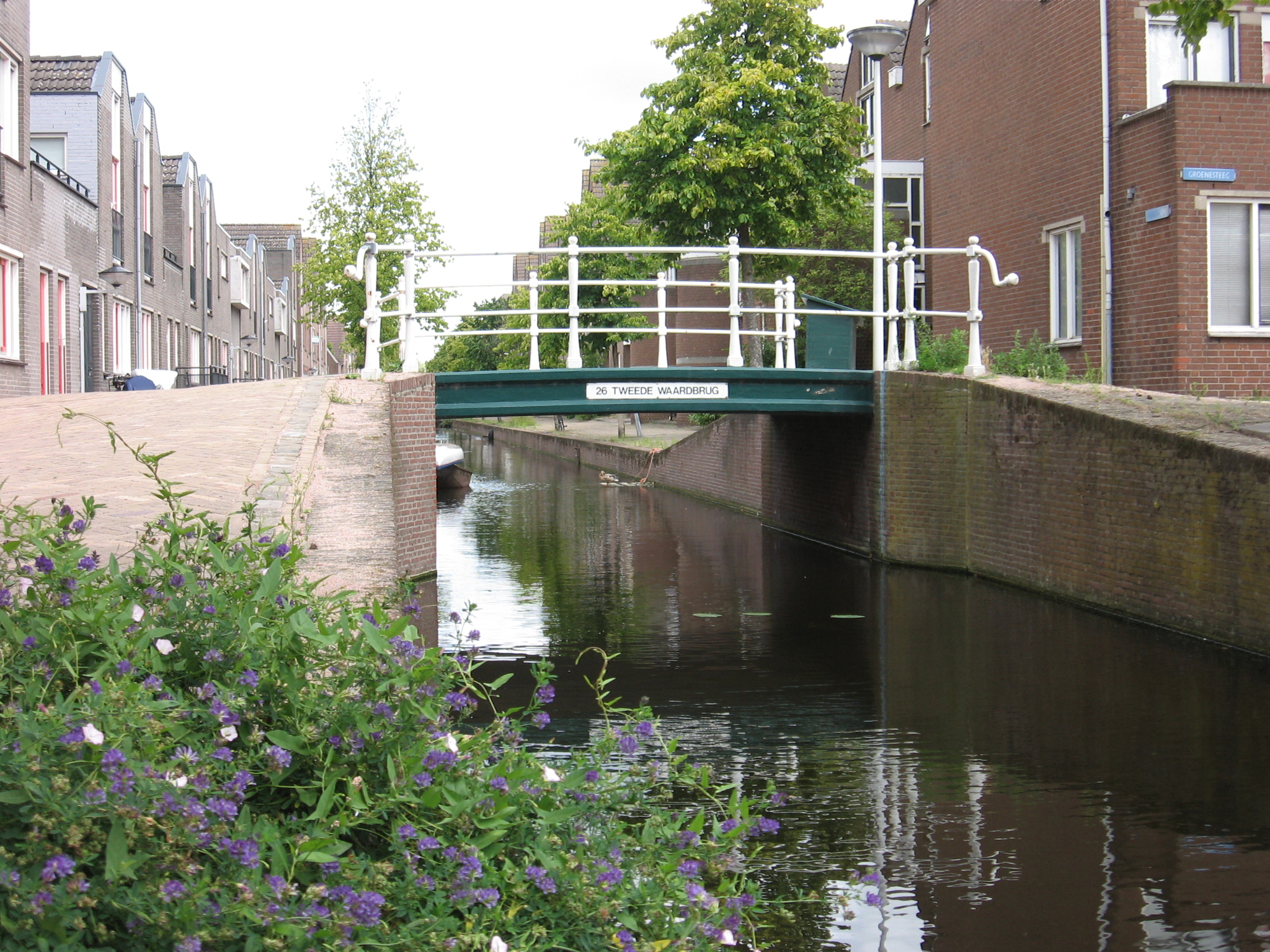
Tweede Waardbrug

In de binnenstad:

Aeldisbrug ·
Alkemadebrug ·
Asschuurbrug ·
Blauwpoortsbrug ·
Blekersbrug ·
Bostelbrug ·
Catharinabrug ·
Derde Waardbrug ·
Doelenbrug ·
Doelengrachtsbrug ·
Doelenpoortsbrug ·
Dullebrug ·
Franciskanerbrug ·
Gansoordbrug ·
Gepekte Brug ·
Groenebrug ·
Groenhazenbrug ·
Grofsmederijbrug ·
Grote Havenbrug ·
Hapynionbrug ·
Helarbrug ·
Herenbrug ·
Herenpoortsbrug ·
Hogewoerdsbrug ·
Hoogeveensbrug ·
Huigbrug ·
Hulpwerfbrug ·
Jan van Houtbrug ·
Jan Vossenbrug ·
Karnemelksbrug ·
Katoenbrug ·
Kazernebrug ·
Kerkbrug ·
Kerkpleinbrug ·
Kippenbrug ·
Kleine Havenbrug ·
Kleine Paterbrug ·
Koepoortsbrug ·
Koornbrug ·
Koningsbrug ·
Kraaierbrug ·
Laatste Brug ·
Lijsbethbrug ·
Looiersbrug ·
Lourisbrug ·
Loviumbrug ·
Marebrug ·
Marepoortsbrug ·
Mecklenburgerbrug ·
Minnebroersbrug ·
Molensteegbrug ·
Morspoortbrug ·
Nassaubrug ·
Neksluisbrug ·
Nieuwsteegbrug ·
Nonnenbrug ·
Noordeindsbrug ·
Noord-Kijfbrug ·
Oranjebrug ·
Paterbrug ·
Pauwbrug ·
Poppebrug ·
Rembrandtbrug ·
Reuvensbrug ·
Rijnbrug ·
Rijnsburgerbrug ·
Scheluwbrug ·
Singelbrug ·
Sint Jansbrug ·
Sint Jeroensbrug ·
Sint Sebastiaansbrug ·
Stadsmolensluis ·
Tapijtkloppersbrug ·
Trekvaartbrug ·
Turfmarktsbrug ·
Tweede Waardbrug ·
Utrechtse Brug ·
Valkbrug ·
Van Disselbrug ·
Verversbrug ·
Vierde Waardbrug ·
Visbrug ·
Vlietbrug ·
Vreewijkbrug ·
Warmonderbrug ·
Weverbrug · 
Wijnbrug ·
Wisenniabrug ·
Wittepoortsbrug ·
Zijlpoortsbrug ·
Zuid-Kijfbrug ·
Zuidsingelbrug
Overige bruggen:

Groenhovenbrug ·
Haagbrug ·
Haagsche Schouwbrug ·
Hoflandbrug ·
Hooghkamerbrug ·
Jaagbrug ·
Jan van Goyenbrug ·
Julius Caesarbrug ·
Kanaalbrug · 
Lammebrug ·
Oud-Hortuszichtbrug ·
Trekvlietbrug ·
Schrijversbrug ·
Spanjaardsbrug ·
Spoorbrug RSK ·
Spoorbrug De Vink ·
Staatsspoorbrug ·
Stevensbrug ·
Stevenshofbrug ·
Sumatrabrug ·
Waddingerbrug ·
Wilhelminabrug ·
Wouterenbrug ·
Zijlbrug